# Проектирование взаимодействия
Проектирование взаимодействия (англ. Interaction Design, IxD) — дисциплина дизайна, занимающаяся проектированием интерактивных (то есть обладающих интерфейсом) цифровых изделий, систем, сред, услуг.
Основное внимание в проектировании взаимодействия уделяется удовлетворению потребностей и пожеланий пользователей. В отличие от ставших традиционными дисциплин дизайна, проектирование взаимодействия сосредотачивает внимание на поведении устройств, особенно сложных и цифровых. Проектирование взаимодействия может и должно опираться на опыт и знания, получаемые в рамках изучения человеко-машинного взаимодействия.

## Определение и история
В конце 1970-х — начале 1980-х исследователи, инженеры и дизайнеры нескольких компаний Кремниевой долины (Xerox PARC, SRI (англ.) и, позднее, Apple Computer) активно занимались вопросами взаимодействия людей с компьютерами. В 1984 году Билл Моггридж опубликовал идею новой дизайн-дисциплины, которую он называл тогда «soft-face». Термин «interactive design» был позже выработан Моггриджем совместно с Биллом Верпланком при работе над первым ноутбуком GRiD Compass.
Существует несколько определений. Проектирование взаимодействия:
- …предназначено для того, чтобы сделать цифровые вещи пригодными для использования людьми[2];
- …предназначено для улучшения повседневной жизни через цифровые продукты — для работы, игры, развлечения[4];
- …есть деятельность по проектированию интерактивных цифровых изделий, сред, систем и услуг[5].

Проектирование взаимодействия возникло на стыке многих дисциплин, но, несмотря на это, имеет свой уникальный набор задач и методов. В нём присутствуют элементы графического дизайна, информационного дизайна, понятия из HCI, являющиеся основой для проектирования взаимодействия с компьютеризированными системами, однако проектирование взаимодействия нельзя свести ни к графическому дизайну, ни к архитектурному проектированию. Новая среда, создаваемая при помощи компьютерной техники, является одновременно активной и виртуальной, поэтому проектировщики этой среды нуждаются в разработке соответствующих принципов и практик, отражающих специфические свойства этой среды: подвижность и интерактивность. Дисциплина не является ни разделом информатики (англ. computer science), ни частью когнитивной психологии, хотя и широко использует её базовые принципы. Многие из этих принципов были впервые сформулированы Дональдом Норманом в книге «Дизайн привычных вещей».
Следует заметить, что понятие «проектирование взаимодействия» поначалу имело уклон в сторону новых концепций взаимодействия и лишь позднее стало использоваться как обобщающий термин в контексте проектирования программного обеспечения и электронных устройств. Термин, тем не менее, не может охватить всю область проектирования, так как нацелен на взаимодействие двух объектов, а не целого множества.
Алан Купер отметил, что не знает, откуда пошёл термин «дизайнер взаимодействия» (англ. interaction designer), но на этот счёт в Интернете имеется множество мнений.

## Пять аспектов проектирования взаимодействия
Четыре из пяти аспектов (англ. dimension) проектирования были впервые введены в книге Моггриджа «Designing Interactions». По утверждению Джиллиан Крэмптон Смит, у «языка»[уточнить] проектирования взаимодействия есть четыре аспекта. Дополнительный — пятый — аспект нашёл Кевин Силвер. Такими аспектами являются:
- слова;
- визуальное представление;
- физические объекты или пространства;
- время;
- поведение.

## Стадии проектирования (по Верпланку)
Билл Верпланк представляет процесс проектирования состоящим из четырёх шагов:
1. Побуждающий стимул (англ. motivation): наличие проблемы и блестящее решение
2. Замысел (англ. meaning): какие метафоры можно применить и в каком контексте
3. Образ (англ. modes): создание концептуальной модели
4. Схема (англ. mapping): проектирование отображения информации и управления

## Приёмы проектирования

### Прототипирование
Для обеспечения быстрой обратной связи с группой потенциальных пользователей дизайнеры взаимодействия могут использовать бумажное прототипирование. Недостатком такого метода является отрыв от контекста физического устройства, поэтому был придуман также способ «бумага-на-экране» (англ. paper-in-screen), который работает с отсканированными набросками интерфейса, демонстрируемыми на целевом устройстве. Наконец, более дорогим, но менее гибким способом является высококачественное прототипирование на целевом устройстве.

### Использование шаблонов
Вслед за Кристофером Александером дизайнеры приняли на вооружение метод паттернов (шаблонов) взаимодействия. Сообществом веб-дизайнеров выработано множество шаблонов, которые можно классифицировать, например, по потребностям пользователей: базовое взаимодействие, выбор, ввод, навигация, поиск, работа с данными, персонализация, шопинг и другие.

### Каркасные модели
На ранних стадиях проектирования интерфейса взаимодействие с системой может быть обозначено с помощью каркасных моделей (англ. wireframes) — черновых макетов интерфейса, состоящих из простых линий, форм, обозначений — без указания подробностей. Ознакомление заказчика с черновым вариантом дизайна помогает предотвратить переделки на более поздних стадиях проектирования. Модели могут быть выполнены от руки, с помощью специализированных программ или с помощью графического редактора.

## Примеры
- Дуглас Энгельбарт и команда: компьютерная мышь, система с графическим интерфейсом пользователя, 1968
- Dynabook
- Пульт дистанционного управления и цифровой телевизор
- WIMP
- PalmPilot
- XO-1 (ноутбук)
- Мобильный телефон с сенсорным экраном
- Оптимус (клавиатура) (и персональный компьютер)

## Ссылка
- Encyclopedia of Human-Computer Interaction (англ.)
- Craig Marion, What is Interaction Design (англ.)
- Terry Winograd, From Computing Machinery to Interaction Design (англ.) (Beyond Calculation: The Next Fifty Years of Computing, Springer-Verlag, 1997, 149—162)
- Сайт, сопровождающий книгу «Interaction Design: beyond human-computer interaction» (3rd edition) (англ.)
- Сайт организации IXDA профессиональных проектировщиков взаимодействия

Собрания примеров
- Подборка портфолио различных дизайнеров
- Двадцать концепций дизайна взаимодействия
- Библиотека шаблонов взаимодействия
- 18 примеров каркасных моделей (UI wireframes)